# Cardiacera barringtoni
Cardiacera barringtoni är en tvåvingeart som först beskrevs av Paramonov 1958.  Cardiacera barringtoni ingår i släktet Cardiacera och familjen Pyrgotidae. Inga underarter finns listade i Catalogue of Life.